# Олд-Шонітаун (Іллінойс)
Олд-Шонітаун (англ. Old Shawneetown) — селище (англ. village) в США, в окрузі Ґаллатін штату Іллінойс. Населення — 113 особи (2020).

## Географія
Олд-Шонітаун розташований за координатами 37°41′50″ пн. ш. 88°8′24″ зх. д. / 37.69722° пн. ш. 88.14000° зх. д. (37.697297, -88.140032).  За даними Бюро перепису населення США в 2010 році селище мало площу 1,38 км², з яких 1,38 км² — суходіл та 0,00 км² — водойми.

## Демографія
Згідно з переписом 2010 року, у селищі мешкали 193 особи в 71 домогосподарстві у складі 50 родин. Густота населення становила 139 осіб/км².  Було 105 помешкань (76/км²).
Расовий склад населення:
| - 97,9 % — білих - 1,0 % — корінних американців - 0,5 % — чорних або афроамериканців |

До двох чи більше рас належало 0,5 %. Частка іспаномовних становила 0,5 % від усіх жителів.
За віковим діапазоном населення розподілялося таким чином: 21,2 % — особи молодші 18 років, 63,3 % — особи у віці 18—64 років, 15,5 % — особи у віці 65 років та старші. Медіана віку мешканця становила 42,5 року. На 100 осіб жіночої статі у селищі припадало 94,9 чоловіків;  на 100 жінок у віці від 18 років та старших — 94,9 чоловіків також старших 18 років.
Середній дохід на одне домашнє господарство  становив 32 130 доларів США (медіана — 19 375), а середній дохід на одну сім'ю — 40 949 доларів (медіана — 38 750). За межею бідності перебувало 42,5 % осіб, у тому числі 33,3 % дітей у віці до 18 років та 38,9 % осіб у віці 65 років та старших.
Цивільне працевлаштоване населення становило 75 осіб. Основні галузі зайнятості: освіта, охорона здоров'я та соціальна допомога — 46,7 %, науковці, спеціалісти, менеджери — 10,7 %, транспорт — 9,3 %, виробництво — 8,0 %.